# 1022 Olympiada
Az 1022 Olympiada (ideiglenes jelöléssel 1924 RT) a Naprendszer kisbolygóövében található aszteroida. Vlagyimir Albickij fedezte fel 1924. június 23-án.